# Maria de Queralt i d'Alagó
Maria de Queralt i d’Alagó (Barcelona, 18 d’octubre de 1629 – 11 de novembre de 1651) va ser comtessa de Santa Coloma de Queralt, filla de Dalmau III de Queralt i Codina i Joana d’Alagó i Requesens.
Una setmana abans del Corpus de Sang, en previsió de possibles accidents, Dalmau III de Queralt la fa ingressar al monestir de les Jonqueres, a Barcelona. Arran de l’esclat de la Guerra dels Segadors, el 1642 és expropiat el comtat de Santa Coloma. El 1646 rep una manutenció de 600 lliures dels béns confiscats al seu pare per garantir la seva manutenció. Al tombant de 1649, la Reial Audiència de Catalunya emet una sentència en la qual es reconeix la seva titularitat del comtat de Santa Coloma a Maria de Queralt i d’Alagó.
Aquesta decisió la converteix en la propietària d’un dels comtats més importants de Catalunya. En aquesta ocasió, intenten casar-s’hi Galactoire de Marca -fill del Visitador General de Catalunya Pèire de Marca, Pedro de Aragón i el governador de Catalunya Josep de Margarit. Aquest li ofereix un passaport per poder-se desplaçar a la Cort Castellana, però Maria refusa el permís.
Les autoritats franceses prohibeixen el casament de Margarit amb Maria de Queralt i emplacen que aquesta no surti del monestir de les Jonqueres, on morirà a principis de novembre del 1651. La seva mort va coincidir amb la conquesta del comtat de Santa Coloma per part de la Corona Hispànica.